# Llista de governadors de Sinaloa

Escut de Sinaloa

El governador de Sinaloa, segons la Constitució Política de l'Estat Lliure i Sobirà de Sinaloa exerceix el poder executiu d'aquesta entitat mexicana. Aquest poder rau en un sol individu, que es denomina Governador Constitucional de l'Estat Lliure i Sobirà de Sinaloa i que és elegit per a un període de sis anys. No és reeligible per cap motiu. El període governamental comença el dia 1 de gener de l'any següent l'elecció i acaba el 31 de desembre després d'haver transcorregut sis anys l'any de l'elecció. L'estat de Sinaloa va ser creat el 1831. Encara que no és un dels estats originals de la federació mexicana actual. Al llarg de la seva història va passar per tots els sistemes de govern que Mèxic ha tingut. La denominació de l'entitat ha variat entre «estat» i «departament» en variar amb el sistema polític federal o centralitzat. La denominació del titular del poder executiu de l'estat - o departament - va seguir aquests canvis. Les persones que van governar Sinaloa, en les seves diferents denominacions, van ser:

## Governadors de Sinaloa
- (1831):Agustin Martinez de Castro
- (1832):Fernando Escudero
- (1832-1834):Manuel María Bandera
- (1835):Manuel María de la Vega y Rábago
- (1836-1837):Pedro Sánchez
- (1838): José Francisco Orrantia y Antelo
- (1838-1842): Luis Martínez de la Vega
- (1843): Francisco Ponce de León
- (1844): Agustín Martínez de Castro
- (1845-1847): Rafael de la Vega
- (1848-1850): Pomposo Verdugo
- (1851): José María Gaxiola
- (1852): Francisco de la Vega
- (1853): Pedro Valdéz
- (1854): Pedro Díaz Mirón
- (1855): Miguel Blanco
- (1856-1857): Pomposo Verdugo
- (1858): Pedro Espejo
- (1859-1862): Plácido Vega
- (1863): Jesús García Morales
- (1864-1865): Antonio Rosales
- (1866-1871): Domingo Rubí
- (1872-1875): Eustaquio Buelna
- (1875-1876): Jesús María Gaxiola
- (1877-1879): Francisco Cañedo
- (1880-1884): Mariano Martínez de Castro
- (1885-1887): Francisco Cañedo
- (1888-1892): Mariano Martínez de Castro
- (1893-1909): Francisco Cañedo
- (1910-1911): Diego Redo
- (1911): Celso Gaxiola Rojo
- (1912): Carlos C.Echevarría
- (1913-1914): Felipe Riveros
- (1914-1916): Manuel Rodriguez Gutiérrez
- (1917-1920): Ramón F. Iturbe
- (1920-1924): Ángel Flores
- (1925-1926): Alejandro R. Vega
- (1926-1927): Juan de Dios Bátiz Paredes
- (1928): Manuel Páez
- (1929-1932): Macario Gaxiola
- (1933-1935): Manuel Páez
- (1935-1936): Gabriel Leyva Velázquez
- (1936): Guillermo Vidales
- (1940): Alfredo Delgado
- (1941-1944): Rodolfo T. Loaiza
- (1944): Teodoro Cruz
- (1945-1950): Pablo Macías Valenzuela
- (1951-1952): Enrique Pérez Arce
- (1953-1956): Rigoberto Aguilar Pico
- (1957-1962): Gabriel Leyva Velázquez
- (1963-1968): Leopoldo Sánchez Celis
- (1969-1974): Alfredo Valdés Montoya
- (1975-1980): Alfonso Calderón Velarde
- (1981-1986): Antonio Toledo Corro
- (1987-1992): Francisco Labastida
- (1993-1998): Renato Vega Alvarado
- (1999-2004): Juan S. Millán
- (2005-2010): Jesús Aguilar Padilla
- (2011-2016): Mario López Valdez